# Autorità internazionale dei fondali marini

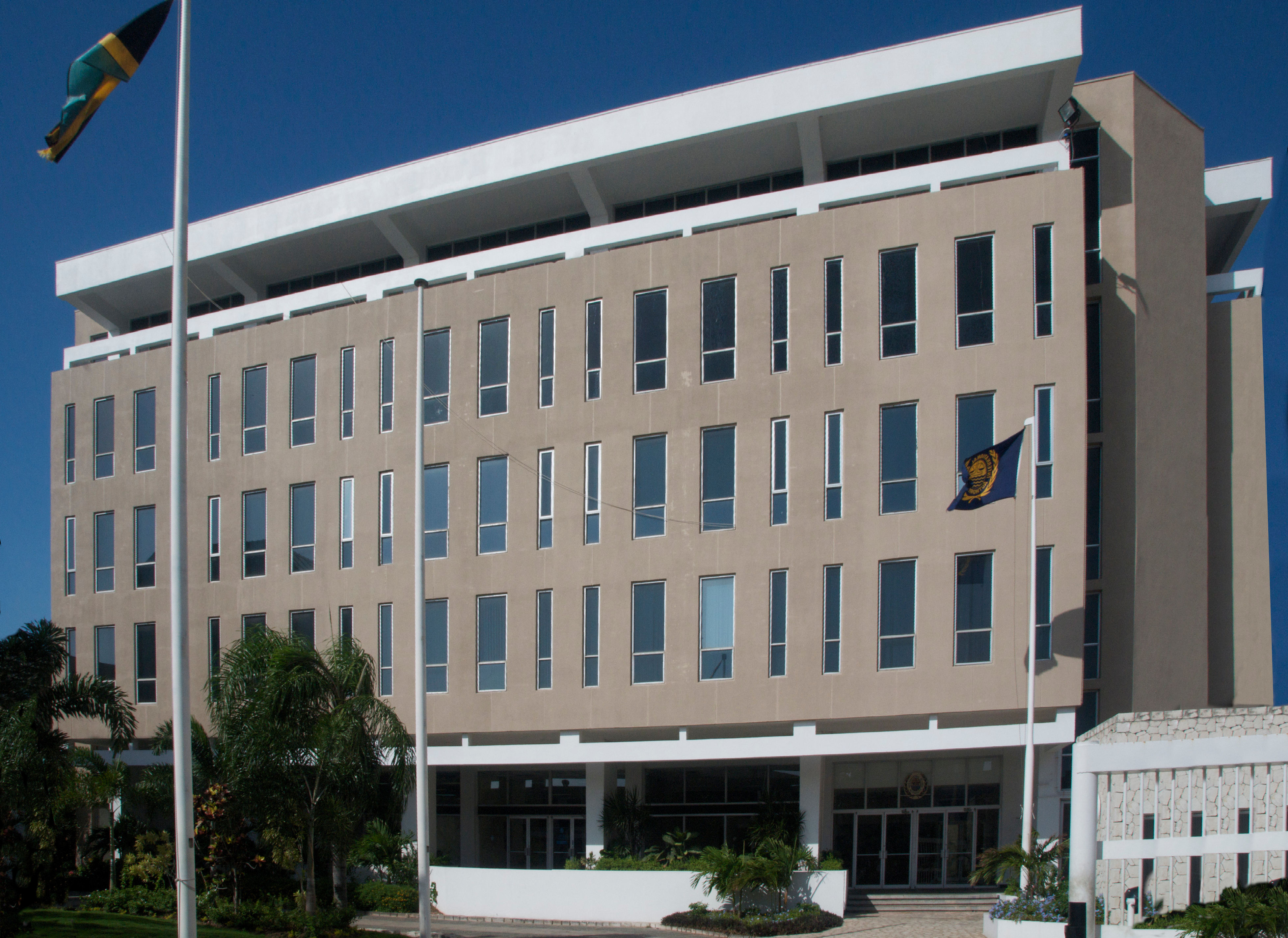
Autorità internazionale dei fondali marini

La International Seabed Authority (ISA) (Autorità Internazionale per i Fondali Marini) è un ente intergovernativo con sede a Kingston, Giamaica, fondato per coordinare e controllare tutte le attività connesse ai minerali presenti nei fondali marini internazionali oltre i limiti delle giurisdizioni nazionali. L'area interessata riguarda la maggior parte degli oceani della terra. L'ISA è un'organizzazione indipendente fondata originariamente dall'Organizzazione delle Nazioni Unite.

## Storia e funzione
Dopo non meno di dieci riunioni preparatorie succedutesi negli anni, l'ISA tenne la prima seduta inaugurale in un paese ospite, la Giamaica, il 16 novembre 1994, giorno in cui l'ente entrò in funzione.
Il 24 ottobre 1996 le è stato riconosciuto lo status di osservatore dell'Assemblea generale delle Nazioni Unite.
Alla data del 1º maggio 2009 l'ISA conta 158 membri, composti da tutti i partecipanti alla Convenzione delle Nazioni Unite sul diritto del mare. L'Italia ne fa parte dal 13 gennaio 1995.
Esistono due organi principali per stabilire gli indirizzi politici e regolare l'attività dell'ISA: l'Assemblea, dove sono rappresentati tutti i membri, e un Consiglio di 36 membri eletti dall'Assemblea. I consiglieri sono scelti con una formula studiata per ottenere una rappresentanza delle nazioni equamente suddivisa tra vari gruppi, tra i quali quelli che si occupano di prospezione mineraria dei fondali marini e quelli che estraggono sulla terraferma minerali che si trovano sui fondali. L'ISA tiene una riunione annuale, che solitamente dura due settimane. La quattordicesima riunione si è svolta a Kingston nel maggio/giugno 2008.
L'ISA stipula contratti con società private e pubbliche e altri enti autorizzandoli ad esplorare, ed eventualmente sfruttare, le risorse minerarie di aree specifiche dei fondali marini profondi. È stata istituita anche un'Impresa che funga da operatore minerario proprio dell'ISA, ma sinora non si sono fatti passi concreti per metterla in funzione.

## Attività correnti
L'ISA ha un bilancio annuale di 5,8 milioni di dollari (che crescerà a 6,3 milioni di dollari nel 2009 e 2010), e impiega circa 35 persone. Nel giugno 2008 l'Assemblea dell'ISA ha eletto per acclamazione il ghanese Nii Allotey Odunton, già deputato nella Segreteria Generale sin dal 1996, alla carica di Segretario Generale per quattro anni a partire dal 1º gennaio 2009. Odunton è succeduto a Satya Nandan di Fiji, che ha lasciato la carica dopo tre mandati di quattro anni, dopo essere stato il primo Segretario Generale dell'ISA sin dal 1996.
Il sistema esplorativo previsto dalla Convenzione delle Nazioni Unite sul diritto del mare e diretto dall'ISA è entrato in funzione nel 2001/2002 con la firma di contratti della durata di 15 anni con sette organizzazioni che avevano fatto richiesta per condurre esplorazioni sui noduli polimetallici in specifiche aree dei fondali marini. Nel 2006 è stato aggiunto alla lista un ente tedesco.
Attualmente gli otto contraenti sono:
- Yuzhmorgeologya (Federazione Russa)
- Interoceanmetal Joint Organization (IOM) (Bulgaria, Cuba, Slovacchia, Repubblica Ceca, Polonia e Federazione Russa)
- Il Governo della Repubblica di Corea
- China Ocean Minerals Research and Development Association (COMRA) (Cina)
- Deep Ocean Resources Development Company (DORD) (Giappone)
- Institut Français de Recherche pour l'Exploitation de la Mer (IFREMER) (Francia)
- Il Governo Indiano
- Il Federal Institute for Geosciences and Natural Resources (Germania)

Tranne una, tutte la aree attuali di esplorazione sono nella zona Clarion-Clipperton, nell'Oceano Pacifico a nord dell'equatore, a sud e sud-est delle Hawaii. L'altra area la sta esplorando l'India, e si trova nel Bacino Centrale Indiano dell'Oceano Indiano.
Ogni area è limitata a 150.000 km2, e metà di quest'area deve essere ceduta di nuovo all'ISA dopo otto anni. Ogni contraente deve fare un rapporto annuale sulle attività condotte nell'area assegnatagli. Sino ad oggi, nessuno ha manifestato il serio intento di iniziare uno sfruttamento commerciale.
Nel 2008 l'ISA ha ricevuto due nuove richieste, provenienti per la prima volta da ditte private con sede nel Pacifico in nazioni insulari in via di sviluppo, per l'autorizzazione a ricerche di noduli polimetallici. Le ditte in questione, finanziate dai rispettivi governi, sono la Nauru Ocean Resources Inc. e la Tonga Offshore Mining Limited. Tuttavia, in assenza del consenso necessario su complicati problemi tecnici sollevati da queste richieste, la Commissione Legale e Tecnica dell'Autorità ha deciso di rimandare la decisione al 2009.
La principale realizzazione legislativa dell'ISA ottenuta sinora è stata l'adozione, nel 2000, di regolamenti di controllo dell'esplorazione dei noduli polimetallici. Queste risorse, conosciute anche come noduli di manganese, contengono quantità variabili di manganese, cobalto, rame e nichel. Si tratta di masse della dimensione di una patata, distribuite su tutti i fondali oceanici, ma principalmente nell'Oceano Pacifico centrale, e con alcuni depositi anche nell'Oceano Indiano.
Nell'agosto 2002 il Consiglio dell'ISA iniziò a lavorare su un'altra serie di regolamenti concernenti solfuri polimetallici e croste di ferromanganese ricche di cobalto, materiali che, oltre al cobalto, sono ricchi di ferro, zinco, argento e oro. I solfuri si trovano attorno a sorgenti calde di origine vulcanica, soprattutto nell'Oceano Pacifico, mentre le croste si trovano nelle dorsali oceaniche e altrove in varie località di tutto il mondo. Nel 2006 il Consiglio decise di separare la regolamentazione dei solfuri da quella delle croste, dando priorità ai solfuri. La maggior parte delle sessioni del 2007 e 2008 sono state dedicate a questo argomento, ma molti problemi sono rimasti irrisolti. I principali sono: la definizione e configurazione dell'area da assegnare ai contraenti per l'esplorazione, la tassa di concessione da pagare all'ISA, e come affrontare eventuali casi di rivendicazione su aree comuni. Nel frattempo, la Commissione Legale e Tecnica ha ottenuto progressi sulle croste di ferromanganese.
Oltre al lavoro legislativo, l'ISA organizza incontri annuali su vari aspetti dell'esplorazione dei fondali marini, con particolare riguardo alle misure necessarie a proteggere l'ambiente marino da qualsiasi conseguenza dannosa. I risultati di questi incontri sono diffusi tramite pubblicazioni. Studi condotti per vari anni sull'area mineraria chiave del Pacifico Centrale hanno prodotto uno studio tecnico su biodiversità, gamma delle specie e migrazione dei geni nella zona abissale dei noduli del Pacifico, considerando in particolare come prevedere e affrontare le conseguenze dell'estrazione mineraria in fondali profondi. Un incontro tenuto a Manoa, Hawaii, nell'ottobre 2007 ha stabilito i principi giustificativi e le linee guida per costituire delle aree riserve di riferimento nella Zona Clarion-Clipperton, dove l'estrazione dei noduli sarebbe proibita per mantenere intatto l'ambiente naturale. Nel più recente incontro, svoltosi a Chennai, India, nel febbraio 2008, si è trattata la tecnologia di estrazione dei noduli polimetallici, con particolare riferimento allo stato attuale delle conoscenze e sfide future.
Nel 2006 l'ISA ha istituito un Fondo di Dotazione per sostenere ricerche scientifiche marine svolte in collaborazione nell'area dei fondali marini internazionali. Il Fondo permetterà a scienziati e tecnici esperti, provenienti da nazioni in via di sviluppo, di partecipare a ricerche organizzate da istituzioni nazionali e internazionali nelle profondità marine. Nel febbraio 2008 è stata lanciata una campagna per identificare i partecipanti, stabilire una rete di enti cooperanti, e cercare ulteriori finanziamenti per accrescere l'iniziale dotazione di 3 milioni di dollari fornita dall'ISA.
Contrariamente alle speranze iniziali che le estrazioni minerarie sui fondali marini avrebbero generato notevoli guadagni sia per le nazioni impegnate nello sfruttamento che per l'ISA, sinora non è stata sviluppata nessuna tecnologia per raccogliere minerali dai fondali marini a costi competitivi con l'estrazione mineraria sulla terraferma. Fino a poco tempo fa, l'opinione comune era che potrebbero essere necessari vari decenni prima di poter raccogliere minerali in modo economico dalle profondità oceaniche. Inoltre, gli Stati Uniti, che possiedono alcune delle tecnologie più avanzate in questo campo, non hanno ancora ratificato la Convenzione delle Nazioni Unite sul diritto del mare e quindi non sono membri dell'ISA.
Più recentemente, invece, varie ditte che adesso operano in acque territoriali di Papua Nuova Guinea, Fiji e Tonga, hanno mostrato un nuovo interesse per l'estrazione di minerali in mare profondo, con particolare riguardo a croste di ferromanganese e solfuri polimetallici. Papua Nuova Guinea fu la prima nazione al mondo a rilasciare licenze di esplorazione commerciale per enormi depositi di solfuri presenti sui fondali marini; la licenza fu data alla Nautilus Minerals nel 1997. La nuova politica del Giappone riguardo agli oceani sottolinea la necessità di valorizzare idrati di metano e depositi idrotermali all'interno della zona economica esclusiva del Giappone, richiedendo che queste risorse siano commercializzate entro i prossimi 10 anni. Il Segretario Generale Nandan ha esposto questi sviluppi nel suo rapporto annuale all'ISA nell'aprile 2008; inoltre ha anche riportato che sono in fase di crescita sia la domanda che i prezzi di cobalto, rame, nichel e manganese. Questi sono i metalli principali che si dovrebbero ottenere dall'estrazione sui fondali marini. Nandan ha anche notato che le tecnologie in fase di sviluppo per l'estrazione in mare aperto potrebbero essere adattate a scavi minerari nelle profondità marine.
Recentemente c'è stato un notevole interesse nella possibilità di sfruttare le risorse dei fondali del Mar Glaciale Artico, delimitato da Canada, Danimarca, Islanda, Norvegia, Russia e Stati Uniti. Le parti di fondale marino non appartenenti a questi stati ricadono sotto la giurisdizione dell'ISA.

## Controversia
Gli scopi precipui e l'autorità dell'ISA sono stati messi in dubbio da nazioni che si oppongono alla Convenzione delle Nazioni Unite sul diritto del mare e che sono scettiche sugli impegni multilaterali degli Stati Uniti. Gli Stati Uniti sono l'unica grande potenza marittima che non ha ratificato la Convenzione; i principali argomenti addotti per opporsi alla ratifica sono che l'ISA è inutile e il suo funzionamento è difettoso. Nella sua forma originale, la Convenzione conteneva alcune clausole che si prestavano a critiche. Ad esempio:
- obbligatorietà di richieste di permesso, compensi e tasse sull'estrazione mineraria dai fondali; divieto di raccolta senza il permesso dell'ISA;
- uso delle somme raccolte per distribuzione della ricchezza oltre che per l'amministrazione dell'ISA;
- obbligo di divulgare le tecnologie acquisite ("technology transfer").

A causa di questi motivi, gli Stati Uniti hanno insistito per modificare la Convenzione, ottenendo nel 1994 un accordo sui metodi di applicazione (Agreement on Implementation) che riduce la portata di queste clausole e dunque modifica i poteri dell'ISA. Nonostante le variazioni apportate gli Stati Uniti non hanno ratificato la Convenzione, e quindi non sono membri dell'ISA, anche se inviano ai meeting delle delegazioni in qualità di osservatori. Il 31 ottobre 2007 il Comitato per le Relazioni Estere del Senato degli Stati Uniti ha raccomandato la ratifica (17 voti a favore contro 4 contrari); non è però ancora stata stabilita la data in cui il Senato al completo dovrà decidere.